# Liste der Naturdenkmale in Bechenheim
Die Liste der Naturdenkmale in Bechenheim nennt die im Gemeindegebiet von Bechenheim ausgewiesenen Naturdenkmale (Stand 17. Februar 2024).

## Naturdenkmale
| Nr.         | Bezeichnung                          | Lage                                              | Beschreibung                       | Bild                                    |
| ----------- | ------------------------------------ | ------------------------------------------------- | ---------------------------------- | --------------------------------------- |
| ND-7331-391 | Kastanien auf dem Friedhof           | Am Weinberg Lage                                  | Aesculus hippocastanum, zwei Bäume | Direkt Bild zu diesem Denkmal hochladen |
| ND-7331-395 | Winterlinde an der ehemaligen Schule | Kirchgasse, bei Nr. 8 Lage                        | Tilia cordata                      | Direkt Bild zu diesem Denkmal hochladen |
| ND-7331-401 | Speierling am Wald                   | westlich des Ortes; Flur Auf dem Spitzenberg Lage | Sorbus domestica                   | Direkt Bild zu diesem Denkmal hochladen |
| ND-7331-418 | Kastanien in der Obergasse           | Mühlweg, bei Nr. 1 Lage                           | Aesculus hippocastanum, drei Bäume | Direkt Bild zu diesem Denkmal hochladen |
| ND-7331-425 | Speierling an der großen Wiese       | östlich des Ortes; Flur An der großen Wiese Lage  | Sorbus domestica                   | Direkt Bild zu diesem Denkmal hochladen |
| ND-7331-428 | Speierling                           | Mühlweg, bei Nr. 11 Lage                          | Sorbus domestica                   | Direkt Bild zu diesem Denkmal hochladen |